# Religión en Cataluña

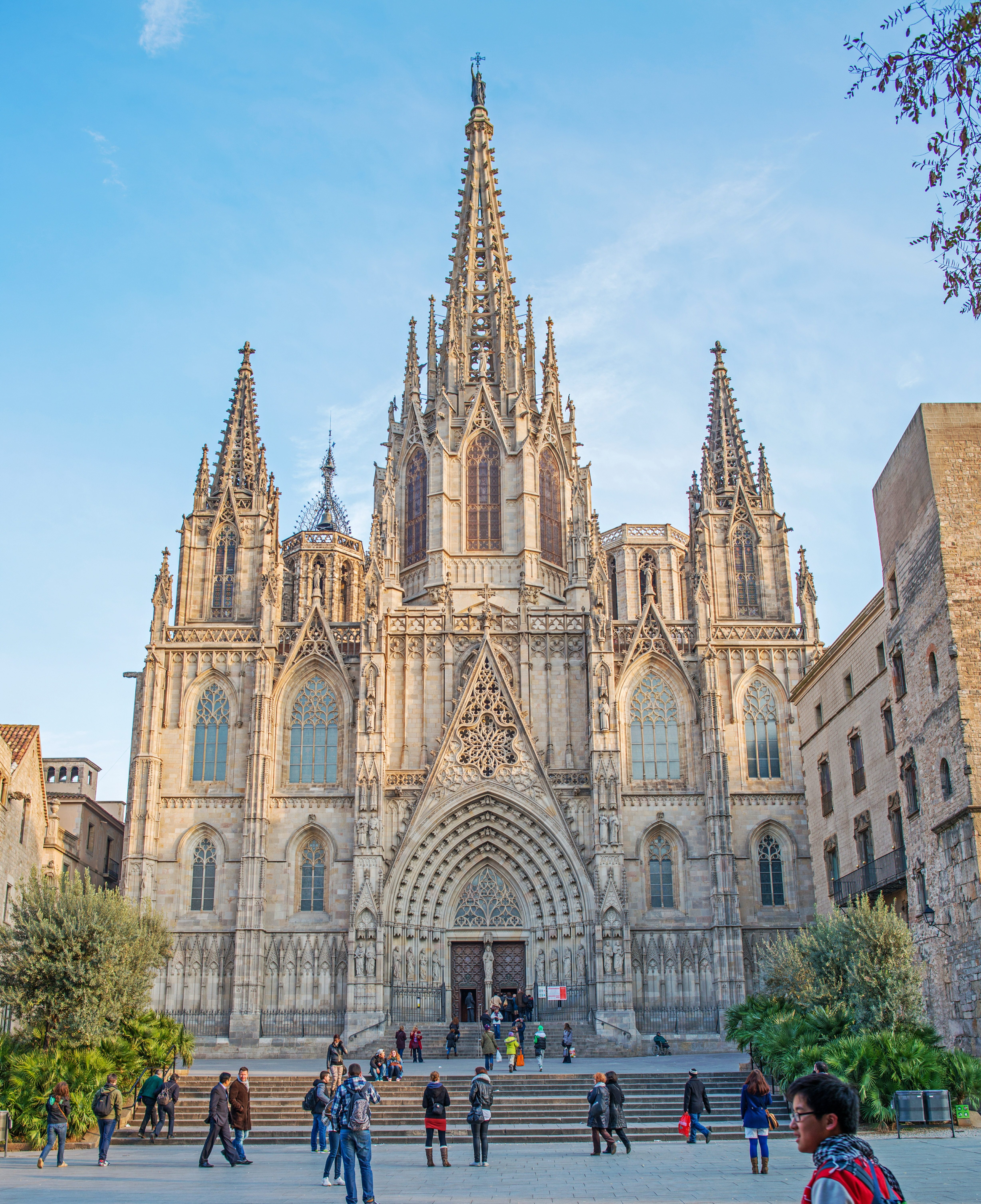
La Catedral de Barcelona, un claro ejemplo de arquitectura gótica en Cataluña.

La religión en Cataluña es diversa. Históricamente, prácticamente toda la población ha sido cristiana, concretamente católica. Según el estudio más reciente patrocinado por el gobierno de Cataluña, para el 2016, el 61,9 % de los catalanes se identifican como cristianos, frente al 56,5 % en 2014, de los cuales el 58,0 % son católicos, el 3,0 % protestantes y evangélicos, 0,9% cristianos ortodoxos y 0,6% testigos de Jehová. Al mismo tiempo, el 16,0 % de la población se identifica como ateo, el 11,9 % como agnóstico, el 4,8 % como musulmán, el 1,3 % como budista y otro 2,4 % como perteneciente a otras religiones.